# 팔라프레니에리의 성녀 안나 성당

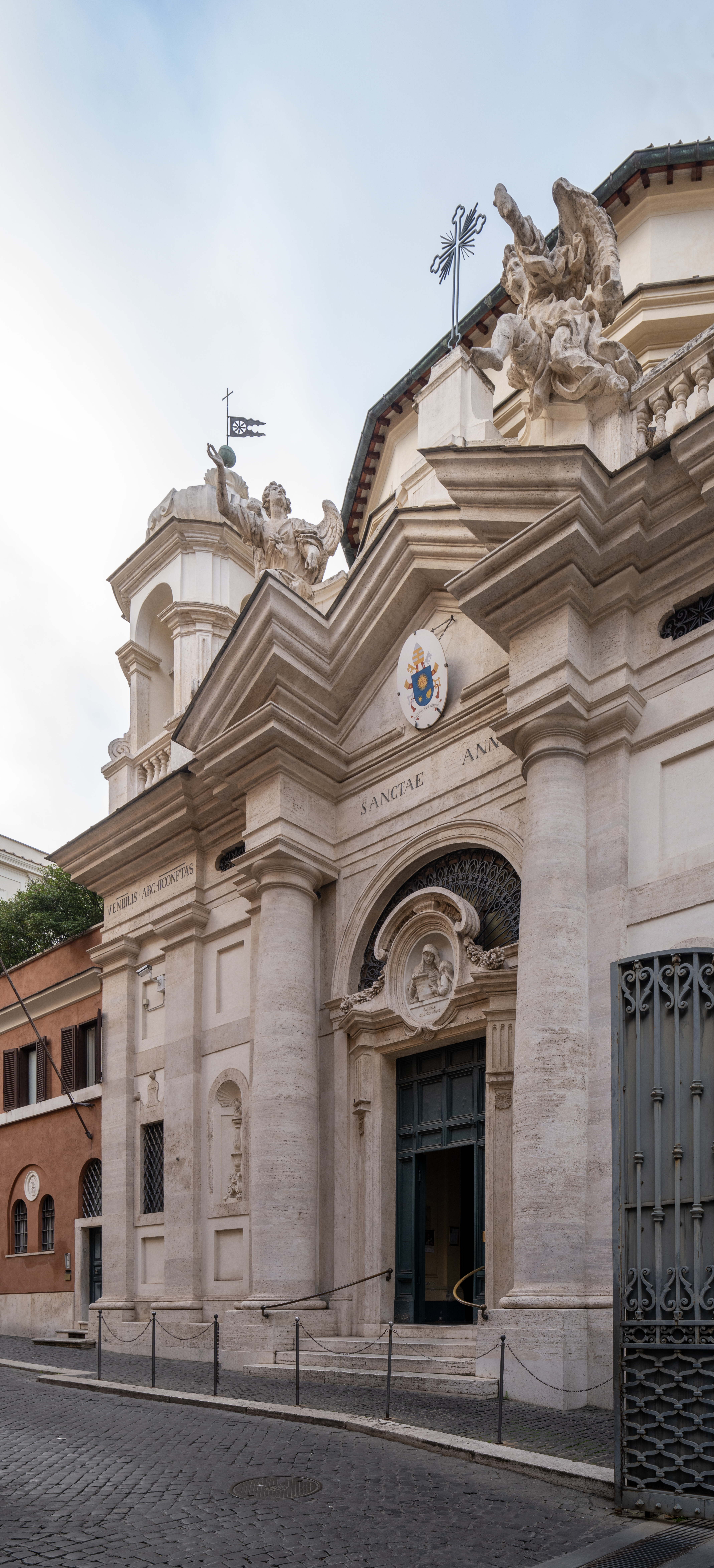
성녀 안나 문과 성녀 안나 성당

팔라프레니에리의 성녀 안나 성당(Chiesa di Sant'Anna dei Palafrenieri)은 바티칸 시국의 정문 역할을 하는 성녀 안나 문을 지나는 성녀 안나 길에 위치한 가톨릭 전례의 장소이다. 로마교구 산하의 바티칸 시국 대리구(Vicariato della Città del Vaticano)에 속하는 본당 사목구이다. 본당 수호자는 성녀 안나이다. 성당 건물은 바로크 양식으로, 1565년 착공하여, 18세기에 완공하였다.